# Rio de Janeiro Challenger 1988
Il Rio de Janeiro Challenger 1988 è stato un torneo di tennis facente parte della categoria ATP Challenger Series nell'ambito dell'ATP Challenger Series 1988. Il torneo si è giocato a Rio de Janeiro in Brasile dall'11 al  aprile 1988 su campi in sintetico.

## Vincitori

### Singolare
Javier Frana ha battuto in finale  Cássio Motta con il punteggio di 7–5, 4–6, 6–3

### Doppio
Bruce Derlin /  Tony Mmoh hanno battuto in finale  Horacio de la Peña /  Javier Frana con il punteggio di 6–7, 7–5, 6–3